# 傑森·方特
傑森·方特（Jason Patrick Faunt，1974年11月20日—）是美國的一位演員，出生在伊利諾州芝加哥。他曾經就讀於北卡羅來納大學艾塞維亞分校。